# Ćelije (Terpenye)
Ćelije falu Horvátországban, Vukovár-Szerém megyében. Közigazgatásilag Terpenyéhez tartozik.

## Fekvése
Vukovártól légvonalban 17, közúton 22 km-re északnyugatra, községközpontjától 7 km-re északnyugatra, a Nyugat-Szerémségben, a Szlavóniai-síkság keleti részén, Ténye, Szilas és Bobota között fekszik. 

## Története
A falu mezőgazdasági majorként a 19. század második felében keletkezett a német származású vukovári Eltz család birtokán, akik a környező földek megművelésére magyar és horvát családokat telepítettek be. A településnek 1890-ben 19, 1910-ben 8 lakosa volt. Szerém vármegye Vukovári járásához tartozott. Az 1910-es népszámlálás adatai szerint lakossága magyar anyanyelvű volt. A település az első világháború után az új szerb-horvát-szlovén állam, majd később (1929-ben) Jugoszlávia része lett. Az 1930-as évekre teljesen elnéptelenedett. A második világháború után főként a Zagorje és a Muraköz vidékéről elszegényedett horvát családokat telepítettek be. 1991-ben lakosságának 91%-a horvát, 5%-a jugoszláv nemzetiségű volt. 1991-től a független Horvátország része. 
A kis falut a horvátországi háború alatt elkövetett háborús bűntettek tették országszerte ismertté. A horvát lakosságú falu fontos stratégiai ellátási útvonalon feküdt Eszék és Vukovár között, amelyen Vukovár horvát védői fontos utánpótláshoz jutottak. Ennek megakadályozására 1991 májusától egyre nagyobb szerb erők vették körül őket. A JNA, a szomszédos Bobota és Szilas falvak felkelő szerbjeivel együtt, 1991. július 4-én támadta meg Ćelijét, melyet több napos harc után 9-én foglalt el. Ezután a szerbek kifosztották, majd teljesen felégették a települést. A háború után a faluban tömegsírt találtak az itt kivégzett környékbeli horvátok holttesteivel. A településnek 2011-ben 121 lakosa volt. 

## Népessége
| Lakosság változása | Lakosság változása | Lakosság változása | Lakosság változása | Lakosság változása | Lakosság változása | Lakosság változása | Lakosság változása | Lakosság változása | Lakosság változása | Lakosság változása | Lakosság változása | Lakosság változása | Lakosság változása | Lakosság változása | Lakosság változása |
| ------------------ | ------------------ | ------------------ | ------------------ | ------------------ | ------------------ | ------------------ | ------------------ | ------------------ | ------------------ | ------------------ | ------------------ | ------------------ | ------------------ | ------------------ | ------------------ |
| 1857               | 1869               | 1880               | 1890               | 1900               | 1910               | 1921               | 1931               | 1948               | 1953               | 1961               | 1971               | 1981               | 1991               | 2001               | 2011               |
| 0                  | 0                  | 0                  | 19                 | 7                  | 8                  | 4                  | 0                  | 120                | 126                | 161                | 157                | 123                | 164                | 155                | 121                |

(1890-től 1931-ig településrészként, 1948-tól önálló településként.)

## Gazdaság
A településen hagyományosan a mezőgazdaság és az állattartás képezi a megélhetés alapját. 